# Lasioglossum packeri
Lasioglossum packeri (лат.) — вид одиночных пчёл рода Lasioglossum из семейства Halictidae. Назван в честь канадского энтомолога Laurence Packer, крупного специалиста по пчёлам.

## Распространение
Северная Америка: Канада, США.

## Описание
Мелкие пчёлы длиной около 4 мм. Самки от 3,97 до 4,39 мм. Голова и грудь голубовато-зелёные с  золотистые металлическим отблеском; апикальная половина клипеуса черно-коричневая. Мандибулы оранжево-жёлтые. Тегулы и ноги коричневые. Длина переднего крыла самок 3,05—3,23 мм. В переднем крыле 3 субмаргинальные ячейки. Одиночные пчёлы, гнездятся в почве. Вид был впервые описан в 2010 году канадским энтомологом Джейсоном Гиббсом (Jason Gibbs, Йоркский университет, Department of Biology, Торонто, Канада) и отнесён к подроду Dialictus. Назван по имени учёного. Кормовые растения неизвестны.